# Walter Brems
Walter F. Brems (Reet, 23 juli 1947) is een Belgische beeldend kunstenaar die werkt in de stijl van het realisme. Vanwege de verstilling die in zijn werk voelbaar zou zijn wordt hij wel eens de 'schilder van de stilte' genoemd.

## Levensloop
Brems deed zijn middelbare opleiding aan het Koninklijk Atheneum te Boom, studeerde aan de Gemeentelijke Academie van Schone kunsten te Niel en studeerde tekenen, schilderen en grafische vormgeving aan de Koninklijke Academie voor Schone Kunsten van Antwerpen. Aldaar heeft hij onder andere les gehad van Albert De Deken.
Op de Antwerpse academie leerde Brems zijn toekomstige vrouw Riet Bosch kennen, die ook kunstenaar is. Het kunstenaarskoppel trouwde en Brems en Bosch kregen samen twee kinderen, die de kunst met de paplepel ingegoten kregen: Vanessa is fotografe geworden en Quinten grafisch kunstenaar en ontwerper.
Brems gaf aanvankelijk deeltijds kunstonderwijs, eerst aan de Stedelijke Academie voor Schone Kunsten in Sint-Niklaas (1971-1982). In die tijd werd hij door Karel Mechiels gevraagd om met  Guido Mariman een afdeling van de academie op te richten in Stekene, alwaar hij aan leerlingen van de basisschool les gaf. Later doceerde hij aan de Koninklijke Academie voor Schone Kunsten in Dendermonde (1976-2002), waar Brems zich toen met zijn gezin gevestigd had. In zijn vrije tijd produceerde Brems olieverfschilderijen, lithografieën, etsen en collages.
Omstreeks 2000 woonde hij in het Oost-Vlaamse Hamme.

## Beschrijving werk
Brems' werk bestaat uit olieverfschilderijen, etsen en lithografieën, collages dat hij van zijn eigen grafieken maakt, en tekenen. De stijl is realisme, met als overheersende thema de eenzaamheid en vervreemding van de mens. Figuren van mooie jonge vrouwen vormen meestal de basis van zijn werk. Deze figuren bevinden zich veelal in een abstracte omgeving met objecten, gebaad in donkere diepe kleuren en waarbij het paars en blauw overheersen.

## Kritische beschouwing
Hugo Brutin, kunstcriticus bij het AICA, schrijft dat stilte een behoedzaam sluipende schaduw is in Brems werk. Deze stilte zou het etherische van Brems figuren en structuren beklemtonen. De bijna tastbaar geschilderde werkelijkheid lijkt op een droombeeld dat uit de eigen ervaring van de toeschouwer gegroeid is.
Volgens Brutin is Brems op het eerste gezicht een figuratief schilder die van hyperrealisme houdt. Maar als men langer naar zijn werken kijkt, lijkt Brems’ werk door tal van bijzaken te worden benaderd en gerelativeerd. Zo groeien volgens Brutin structuren rond wat veelal een mooie jonge vrouw is dat vanuit een tastbaar donker oppervlak opduikt in een blanke vanzelfsprekendheid van esthetiek en dromerigheid. Er zou zowel abstractie als realisme in Brems’ schilderijen aanwezig zijn, dat en het oog en de geest voedt.
Brems verwerkt volgens Brutin in zijn kunstwerken een harmonie van details en concept, herkenbaarheid en verstopte ritmiek, levende donkere ruimtes, rust en kleuren gedomineerd door het paars dat “als een warme vlinder” is neergestreken. “Schoonheid is een ideale spiegel waarop gevoelens kunnen worden geprojecteerd, weemoed groeit, kwetsbaarheid een spontaan aanvaard begrip wordt, een delicaat detail zoals een vleugje kant aan het donkere kleed van de jonge vrouw de breekbaarheid van het gebeuren beklemtoont.”
Volgens Brutin heerst er voorts een verholen fragmenteren in de schilderijen van Brems. Wat de kijker zou ervaren is de zichtbare zijde van een etherische gedachte. Deze wordt gesuggereerd met herkenbare motieven, abstractie en een nauwgezet concept en toetsen die afleiden en tegelijk aanvullen. Volgens Brutin blijft de kijker steken in de subtiele esthetiek van de centrale gegeven waarbij men de onmiddellijke omgeving uit het oog verliest die een fundamentele rol speelt in beeld en gedachte, suggestie en realiteit, concept en visuele emotie.

## Oeuvre
Enkele werken uit Brems oeuvre:
- Schilderij van een vrouw met blauw-paarse achtergrond. Dit werk is 3 × 1,60 meter en omringt met drie glazen platen waarin het beeld van de vrouw vervaagt. Dit effect staat symbool voor de vervaging van het leven van bewoners in een woonzorgcentrum. Het kunstwerk zou geplaatst worden in de polyvalente zaal van het Hamse woon- en zorgcentrum.[9]
- Lithografie op kalksteen van een jonge vrouw met een tulp (2021). De tulp is het symbool van de ziekte van Parkinson. Dit werk maakte Brems pro bono in opdracht van Rudolf Broulim, meester drukker en voormalig leermeester van Brems. Daar hij door de ziekte van Parkinson het kunstwerk niet zelf kon drukken liet hij het doen door Hans Van Dijck. De opbrengst van dit werk die in beperkte oplage gemaakt is, ging naar de Vlaamse Parkinson Liga.[10]

## Prijzen
Brems heeft gedurende zijn carrière diverse prijzen uitgereikt gekregen, waaronder;
- 1970: Zilveren medaille op het Internationaal Salon van de Academie te Charleroi
- 1971: Laureaat van de C.S.C. Prijs voor Schilderkunst te Sint-Niklaas
- 1971: Laureaat van de Rotary prijs voor Graveerkunst te Brussel
- 1977: Laureaat Ex-libris-prijs
- 1984: Laureaat Prijs voor de Tekenkunst te Kortenberg[6]

## Galerijen en lidmaatschappen
- Enkele jaren beheerder van galerij graph-x te Sint-Niklaas
- Kunstkring 't Getij
- Koninklijke Wase Kunstkring